# 無職の大卒 ゼネコン対決編
『無職の大卒 ゼネコン対決編』（むしょくのだいそつ ゼネコンたいけつへん、Velaiilla Pattadhari 2）は、2017年のインドのタミル語アクションドラマ映画。2014年の映画『無職の大卒』の続編で、サウンダリヤー・ラジニカーントが監督を務めたほか、ダヌシュ、カジョール、アマラ・ポール、ヴィヴェーク、リシケーシュ、サランニャー・ポンヴァンナン、サムドラカニが出演している。

## ストーリー
前作から2年後。アニタ建設に就職したラグヴァランは会社の稼ぎ頭となり、優秀技師賞を受賞するなど業界内でも技能を認められる存在となっていた。一方、家庭では医師を辞めて妻となったシャリーニに父弟共々頭が上がらない状態だった。彼は前作で知り合った200人の技師たちの助けを借りながら依頼をこなしていくが、南インドの最大手企業ワスンダラ建設の会長ワスンダラの目に留まり勧誘されるが、無職だった自分を引き立ててくれたアニタ建設の社長ラームクマールに恩義を感じていたラグヴァランは勧誘を固辞する。その後、ラグヴァランはワスンダラと病院建設の案件で競合して案件を勝ち取るが、プライドを傷つけられたワスンダラはラグヴァランの仕事を妨害し始める。彼女は州政府大臣を動かして病院建設の案件をラグヴァランから奪い取り、さらにアニタ建設の仕事を横取りしてアニタ建設の経営を圧迫し、事態を重く見たラグヴァランはアニタ建設を守るために退職を決断する。
アニタ建設を退職後、新しい仕事を探していたラグヴァランは、大手建設会社社長の息子バーラージと出会い、共同出資のもとで建設会社「VIP建設」を立ち上げる。会社設立から1か月後、VIP建設は実業家プラカーシュから遊園地建設の案件を持ちかけられるが、土質試験を実施した結果、建設予定地が大型テーマパークを建設するには適さない土地であることが判明したため、ラグヴァランは案件を辞退する。その後、プラカーシュは土質試験の結果を隠したままワスンダラ建設に案件を依頼したため、ラグヴァランは建設反対の抗議活動を始め、土質試験結果の隠蔽に関与していた役人や大臣が失脚して建設計画は白紙化され、プラカーシュは訴訟に追われることになる。一方、案件を引き受けたワスンダラ建設は株価が急落し、激怒したワスンダラは経営難に陥っていたVIP建設を買収してラグヴァランを解雇する。ラグヴァランはVIP建設を後にするが、彼の解雇に反発するバーラージやアラグスンダラムなど社員全員が辞職する。
VIP建設を後にしたラグヴァランは、彼を逆恨みするプラカーシュたちに襲撃されるが返り討ちにしてプラカーシュを追い詰めるが、彼から「襲うように命令したのはワスンダラだ」と聞かされたラグヴァランは、激怒してワスンダラ建設の本社ビルに乗り込みワスンダラと対峙する。しかし、折からの豪雨で街一帯が浸水して本社ビルに取り残されたため、2人は協力して一夜を過ごすことになり、ラグヴァランとの会話を通してワスンダラの心境に変化が訪れる。朝になり浸水が収まると、ラグヴァランはワスンダラを連れて自宅に向かい、彼女に家族を紹介して食事を振る舞う。ラグヴァランと打ち解けたワスンダラは、彼にVIP建設を返すことを約束する。

## キャスト
- ラグヴァラン - ダヌシュ
- ワスンダラ・パラーメスワル - カジョール（声：ディーパ・ヴェンカット（英語版））
- シャーリニ - アマラ・ポール（英語版）（声：サヴィタ・ラーダクリシュナン（英語版））
- アラグスンダラム - ヴィヴェーク（英語版）
- カールティク - リシケーシュ（英語版）
- クリシュナムールティ - サムドラカニ
- ブヴァナ - サランニャー・ポンヴァンナン（英語版）
- シャーリニの母 - ミーラー・クリシュナン（英語版）
- プラカーシュ - サラヴァナ・スッバイヤ（英語版）
- マニーッカム - セル・ムルガン（英語版）
- バーラージ - バーラージ・モーハン（英語版）
- チェッティヤル - G・M・クマール（英語版）
- 大臣 - フロレント・ペレイラ（英語版）
- ラームクマール - M・J・シュリーラーム（英語版）
- プラカーシュの弁護士 - ラージモーハン・アルムガム（英語版）

カメオ出演
- アニタ - リトゥ・ヴァルマー（英語版）
- ワスンダラの秘書 - ライザ・ウィルソン（英語版）
- ワスンダラの父 - シジョイ・ヴァルギース（英語版）

## 製作

### 企画
『無職の大卒』の公開後、監督のヴェールラージはダヌシュを引き続き主演に起用した『Thanga Magan』の製作に取り掛かった。メディアでは『Thanga Magan』を『無職の大卒』の続編と位置付けるような報道が多く見られたが、ダヌシュは報道を否定し、同作は『無職の大卒』とは無関係の作品であることを明言している。その後、2016年半ばにサウンダリヤー・ラジニカーント、N・ラーマサーミ、ヘマ・ルクマイが共同で恋愛映画『Nilavukku Enmel Ennadi Kobam』を製作することを発表し、ダヌシュが主演を務めることが明かされた。ヒロイン役の候補者だったソーナム・カプール、カージャル・アグルワール、マンジマ・モーハンとの間で出演交渉が行われたものの、最終的に企画は白紙化され、代わりに『無職の大卒』の続編を製作することになった。製作にはN・ラーマサーミが参加し、彼が脚本の執筆も手掛けることになった。また、音楽監督もアニルド・ラヴィチャンダルからシャーン・ロールダーンに交代したが、アニルド・ラヴィチャンダルが前作で手掛けた楽曲も引き続き使用されている。このほか、サミール・ターヒルが撮影監督、プラサンナ・GKが編集技師として参加している。撮影はタミル語で行われたが、前作のテルグ語吹替版『Raghuvaran B Tech』が好評だったこともあり、ダヌシュの出演シーンの一部がテルグ語で追加撮影された。また、ヒンディー語吹替版『VIP 2 - Lalkar』も公開されており、カジョールが自身の吹き替えを手掛けている。

### キャスティング
2016年後半からキャスティング作業が行われ、アマラ・ポール、サムドラカニ、ヴィヴェーク、リシケーシュ、サランニャー・ポンヴァンナンが前作に引き続き起用されている。また、主要キャストとしてヒンディー女優のカジョールも起用され、彼女は『Minsara Kanavu』以来20年振りにタミル語映画に出演することになった。

### 撮影
2016年12月15日から製作が開始され、チェンナイにあるラジニカーント一家の邸宅で製作会見が行われた。プロモーション・ソングの撮影はムンバイで行われ、ボスコ＝シーザーが振り付けを手掛けており、2017年5月に主要撮影の全スケジュールが終了した。

### 音楽
サウンドトラックの作曲はシャーン・ロールダーンが手掛け、2017年7月1日にムンバイでリリースされた。いくつかの楽曲は、前作でアニルド・ラヴィチャンダルが手掛けたものが引き続き使用されている。
| #         | タイトル                                             | 作詞                   | 作曲・編曲 | 歌手                                                       | 時間 |
| --------- | ---------------------------------------------------- | ---------------------- | ---------- | ---------------------------------------------------------- | ---- |
| 1.        | 「Life of Raghuvaran — Nada Da Raja」                | ダヌシュ               |            | ダヌシュ、ヨーギ・B                                        | 3:29 |
| 2.        | 「Angel of Raghuvaran — Iraivanai Thandha Iraiviye」 | ダヌシュ               |            | シャーン・ロールダーン、M・M・マナシ                       | 3:12 |
| 3.        | 「Torture of Raghuvaran — Ucchathula」               | ダヌシュ               |            | ダヌシュ                                                   | 3:38 |
| 4.        | 「Raghuvaran Vs Vasundhara — Dooram Nillu」          | シャーン・ロールダーン |            | ベニー・ダヤル、ダヌシュ、シャクティシュリー・ゴーパーラン | 3:13 |
| 5.        | 「Theme Track — Vasundhara- The Empress Arrives」    |                        |            | インストゥルメンタル                                       | 2:10 |
| 合計時間: | 合計時間:                                            | 合計時間:              | 合計時間:  | 15:45                                                      |      |

| #         | タイトル                                            | 作詞                     | 作曲・編曲 | 歌手                                   | 時間 |
| --------- | --------------------------------------------------- | ------------------------ | ---------- | -------------------------------------- | ---- |
| 1.        | 「Life of Raghuvaran — Nada Da Raja」               | アナンタ・シュリーラーム |            | ラーフル・ナンビヤール、ヨーギ・B      | 3:30 |
| 2.        | 「Angel of Raghuvaran — Iruvuram Kaadu」            | アナンタ・シュリーラーム |            | シャーン・ロールダーン、M・M・マナシ   | 3:14 |
| 3.        | 「Torture of Raghuvaran — Pellanade」               | チャンドラボース         |            | ラヴィ・G                              | 3:06 |
| 4.        | 「Raghuvaran Vs Vasundhara — Dooram Nuvve Undaloi」 | チャンドラボース         |            | ランジット、アナンニャー・ティルマライ | 3:15 |
| 5.        | 「Theme Track — Vasundhara- The Empress Arrives」   |                          |            | インストゥルメンタル                   | 2:10 |
| 合計時間: | 合計時間:                                           | 合計時間:                | 合計時間:  | 15:15                                  |      |

| #         | タイトル                                          | 作詞               | 作曲・編曲 | 歌手                                             | 時間 |
| --------- | ------------------------------------------------- | ------------------ | ---------- | ------------------------------------------------ | ---- |
| 1.        | 「Life of Raghuvaran — Chal Re Raja」             | ラキーブ・アーラム |            | ラーフル・ナンビヤール、ヨーギ・B                | 3:30 |
| 2.        | 「Angel of Raghuvaran — Tu Mili Hai」             | ラキーブ・アーラム |            | アバイ・ジョードプルカル、M・M・マナシ           | 3:14 |
| 3.        | 「Torture of Raghuvaran — Main Ga Raha」          | ラキーブ・アーラム |            | ランジット                                       | 3:06 |
| 4.        | 「Raghuvaran Vs Vasundhara — Doori Zara Banake」  | ラキーブ・アーラム |            | ベニー・ダヤル、シャクティシュリー・ゴーパーラン | 3:15 |
| 5.        | 「Theme Track — Vasundhara- The Empress Arrives」 |                    |            | インストゥルメンタル                             | 2:10 |
| 合計時間: | 合計時間:                                         | 合計時間:          | 合計時間:  | 15:15                                            |      |

## 公開
当初、公開日はダヌシュの誕生に合わせて2017年7月28日を予定していたが、最終的には8月11日に公開された。また、ヒンディー語吹替版は同月18日、テルグ語吹替版は同月25日にそれぞれ公開されている。

## 評価

### 興行収入
タミル・ナードゥ州では公開初日に5750万ルピーを記録し、公開3日目には1億8750万ルピーを越え、公開5日目には2億4000万ルピーを記録している。

### 批評
『無職の大卒 ゼネコン対決編』は混合的な評価となっており、『フィルム・コンパニオン』のバラドワジ・ランガンは「『無職の大卒 ゼネコン対決編』は決して素晴らしい映画とは言えないが、大衆映画…特に続編映画という制約の中で、私たちに嬉しい驚きを提供してくれた」と批評している。一方、『ザ・ヒンドゥー』は「前作よりも壮大な舞台設定と素晴らしいキャストを揃えたにもかかわらず、期待外れの続編となった」と批評している。

### 受賞・ノミネート
| 映画賞                     | 授賞日        | 部門               | 対象     | 結果 | 出典   |
| -------------------------- | ------------- | ------------------ | -------- | ---- | ------ |
| 第10回ヴィジャイ・アワード | 2018年5月26日 | エンターテイナー賞 | ダヌシュ | 受賞 | [ 30 ] |